# 泗州
泗州是一个存在于北周到清朝之间的州，辖地在北周隋唐时在今江苏省北部宿迁市，淮安市，连云港市一带，州治宿豫县。唐朝开元到北宋前，泗州在淮河以北洪泽湖周边，在今天的泗县、泗洪县，五河县，盱眙县西北一带，州治泗州城。北宋时泗州辖地首次跨越淮河，包括了原属楚州的盱眙县。南宋与金在淮河一线对峙时，泗州属于金南京路，与南宋盱眙军南北对峙，黄河在此时期夺淮入海。元朝时，泗州属于淮安路，辖地再次南扩，包含了原属扬州的天长县。明朝时，泗州属于凤阳府，清朝为直隶州，包括今泗县，五河县，天长、盱眙、明光、泗洪一带，最后州府在现在的泗县城。

## 历史
古泗州在夏、商、周时均为徐国。春秋时，徐国为吴国所灭，徐属吴国。春秋属中国历史上的吴国善稻地，战国属楚国。秦始皇统一中国后，该地为东海郡下的盱台，因县治曾设在山上，取“张目为盱，直视为眙”之意，故县名曰“盱眙”，又因境内山上盛产都梁香草。秦末，楚国义军曾立楚怀王孙心建都于此。西汉为徐州刺史部临淮郡盱眙督尉，三国时为魏国徐州下邳郡盱眙县；西晋时为徐州临淮国盱眙。
南陈置安州。北周武帝宣政元年（578年），设置泗州，治所在宿豫县（今江苏省宿迁市）。
隋开通济渠（唐宋称汴渠）自板渚向东，至开封转东南经商丘、宿县、泗洪，至盱眙县北入淮河。隋炀帝曾在山上建都梁行宫，故又称“都梁”（当时写做：盱台），隶属于江都郡。
唐代时为河南采访道下，曾名为临淮郡。开元二十三年（735年），为了加强对汴渠漕运管理，徙泗州由宿预县至汴口临淮县，遂改临淮县为泗州城。 泗州城南临淮水，西靠汴河，唐宋两代是漕运中心，有“水陆都会”之称，据《帝年纪略》和《泗州志》记述，这里是“北枕清口，南带濠梁，东达维扬，西通宿寿，江淮险扼，徐邳要冲，东南之户枢，中原之要会”，“天下无事，则为南北行商之所必历，天下有事，则为南北兵家之所必争。土贡：锦、赀布。户三万七千五百二十六，口二十万五千九百五十九。辖县多达七个，少至三县。如临淮县、涟水县、盱眙县、徐城县。“泗州直属疆域，东至清河界洪泽九十里，西至五河县潼河口一百二十里，南至盱眙县淮河二里，北至宿迁界梅花道口一百五十里。辖七乡五十三里，计有镇集二十二个，是洪泽地区的政治经济中心，也是我国历史上交通发达，经济繁荣，人口密集的港口历史名城。
唐朝淮东节度使。五代时为江都府泗州；北宋为淮南东路泗州，州治泗州城。天长县从扬州划入泗州曾为州治（单立天长军时除外）。金时淮河以北设置南京路泗州，与南宋淮南东路盱眙军对峙。元朝时，属淮安路。至元十三年（1276年），降为下州。旧领五县：临淮县、淮平县、虹县、灵璧县、睢宁县。至元十六年（1279年），割睢宁县属邳州。至元十七年（1280年），割灵璧县入宿州，以五河县来属。至元二十一年（1284年），并淮平县入临淮县。二十七年（1290年），废临淮府，以盱眙县和天长县隶焉。领五县：临淮县、虹县、五河县、盱眙县、天长县。
明朝设有凤阳府泗州直隶州管辖，明朝政府官方认定此地为明太祖朱元璋的出生地，朱元璋出生于在今安徽省明光市明光街道赵府村附近。明洪武十八年（1385年），开国皇帝朱元璋在泗州城北门外十三里处杨家墩，兴建了规模宏大的明代第一陵——“三祖陵寝”。《凤阳府志》云：“泗州南瞰淮水，北控汴流”。明代和清初期，庐、凤、淮、扬、滁、徐的钦差以及监察御使，凤泗兵备道，江北提刑按察使等官署都曾驻设在泗州。

泗州在安徽省的位置（1820年）

明清时州城屡遭洪水淹没，康熙时（1680年）陷入洪泽湖，乃寄治盱眙县。由于淮河流域的洪涝灾害和地陷，泗州城消失。1777年（乾隆四十二年），泗州徙治旧虹县县城，同时撤废虹县（后发展成今泗县）。1912年（民国元年），撤废泗州直隶州。 北洋军阀时曾在凤阳设有淮泗道，之后泗州分属安徽，江苏两省，只见于一些县名中。
| 隋代行政区划变迁 | 隋代行政区划变迁 | 隋代行政区划变迁 | 隋代行政区划变迁 | 隋代行政区划变迁 | 隋代行政区划变迁 | 隋代行政区划变迁 | 隋代行政区划变迁 | 隋代行政区划变迁 | 隋代行政区划变迁 | 隋代行政区划变迁                               |
| 区划             | 開皇元年         | 開皇元年         | 開皇元年         | 開皇元年         | 開皇元年         | 開皇元年         | 開皇元年         | 開皇元年         | 区划             | 大業3年                                        |
| ---------------- | ---------------- | ---------------- | ---------------- | ---------------- | ---------------- | ---------------- | ---------------- | ---------------- | ---------------- | ---------------------------------------------- |
| 州               | 泗州             | 泗州             | 泗州             | 宋州             | 宋州             | 邳州             | 邳州             | 邳州             | 郡               | 下邳郡                                         |
| 郡               | 宿豫郡           | 高平郡           | 淮陽郡           | 夏丘郡           | 潼郡             | 下邳郡           | 武原郡           | 郯郡             | 县               | 宿豫县 徐城县 淮陽县 夏丘县 下邳县 良城县 郯县 |
| 县               | 宿豫县           | 高平县           | 淮陽县 臨清县    | 晋陵县           | 睢陵县           | 下邳县           | 武原县           | 郯县             | 县               | 宿豫县 徐城县 淮陽县 夏丘县 下邳县 良城县 郯县 |

| 唐朝泗州辖县 | 唐朝泗州辖县                                                           |
| ------------ | ---------------------------------------------------------------------- |
| 618年        | 宿豫县、淮阳县、徐城县、夏丘县、下邳县、良城县、郯县                   |
| 619年        | 宿豫县（改为宿预县）、淮阳县、徐城县、夏丘县、下邳县、良城县、郯县     |
| 621年        | 宿预县、淮阳县、徐城县（夏丘县改属仁州，下邳县、良城县、郯县改属邳州） |
| 627年        | 宿预县、徐城县（涟水县、下邳县来属，废除淮阳县）                       |
| 634年        | 宿预县、徐城县、涟水县、下邳县（虹县来属）                             |
| 639年        | 宿预县、徐城县、涟水县、下邳县、虹县                                   |
| 668年        | 宿预县、徐城县、下邳县、虹县（涟水县改属楚州，沭阳县来属）             |
| 674年        | 宿预县、徐城县、下邳县、虹县（沭阳县改属海州，涟水县来属）             |
| 704年        | 宿预县、徐城县、下邳县、虹县、涟水县（新设临淮县）                     |
| 735年        | 临淮县（改治）、宿预县、徐城县、下邳县、虹县、涟水县                   |
| 762年        | 临淮县、徐城县、下邳县、虹县、涟水县（宿预县改属徐州）                 |
| 781年        | 临淮县、徐城县、下邳县、虹县、涟水县（盱眙县来属）                     |
| 806年        | 临淮县、徐城县、下邳县、虹县、涟水县（盱眙县改属楚州）                 |
| 809年        | 临淮县、徐城县、涟水县（虹县改属宿州，下邳县改属徐州）                 |
| 821年        | 临淮县、徐城县、涟水县（虹县来属）                                     |
| 833年        | 临淮县、徐城县、涟水县（虹县改属宿州）                                 |

## 刺史
| 唐朝泗州刺史 - 夏侯雄（621年） - 薛万述（贞观年间） - 薛大鼎（贞观年间） - 崔公礼（贞观年间） - 魏伦（648年） - 郑言思（唐高宗时） - 元乾直（唐高宗时） - 郑某 - 李茂复 - 赵本质（690年—691年） - 许枢（695年—697年） - 李逊（698年—700年） - 窦怀让（武周时） - 康德言（武周时） - 张继本（唐中宗时） - 杜惟孝（710年） - 裴撝（景云年间） - 杨元祎（先天年间） - 张安期（开元初年） - 郭某（715年—716年） - 苏晋（716年—718年） - 王同人（728年） - 李孟犨（728年—731年） - 冯某（开元年间） - 卢暕（开元年间） - 王弼（738年） - 韦绳（开元年间） - 李裕（开元年间） - 魏晃（开元年间） - 光嗣（开元年间） - 郭敬之（开元末年） - 临淮郡太守 | - 李某（乾元年间） - 张崇晖（760年） - 李晃（760年） - 韦幼章（上元年间—宝应年间） - 李秀璋（唐代宗时） - 刘好顺（769年之前） - 张万福（784年） - 张伾（792年—805年） - 薛謇（810年—813年） - 田景度（813年—814年） - 令狐通（814年） - 刘某（元和年间） - 李进贤（820年） - 苏遇（821年） - 李谅（821年，未任） - 薛公干（821年） - 李宜臣（823年） - 崔珙（大和初年） - 韦正贯（开成、会昌年间） - 郑助（大中初年） - 郭圆（大中年间） - 徐鄑（大中末年） - 穆栖梧（咸通前期） - 杜慆（868年—870年） - 辛谠（咸通末年—乾符初年） - 韦岫（875年—876年） - 刘让（884年） - 郑廉（中和年间） - 涛（光启年间） - 张谏（891年—894年） - 臺濛（894年—895年） |

## 相关词条
- 泗州城遗址